# Spojrzenie mordercy
Spojrzenie mordercy (ang. Freeway) – amerykański thriller z 1996 roku oparty na scenariuszu i reżyserii Matthew Brighta. Wyprodukowany przez Republic Pictures. W filmie występują Kiefer Sutherland, Reese Witherspoon i Brooke Shields.
Film doczekał się kontynuacji filmu Spojrzenie mordercy 2 po 3 latach.

## Opis fabuły
Opiekunowie 15-letniej Vanessy (Reese Witherspoon) zostają aresztowani. Dziewczyna postanawia odszukać swoją babcię. Na autostradzie korzysta z propozycji Boba Wolvertona (Kiefer Sutherland), który proponuje, że ją podwiezie. Nie wie, że jest on poszukiwanym przez policję mordercą.

## Obsada
- Kiefer Sutherland jako Bob Wolverton
- Reese Witherspoon jako Vanessa Lutz
- Wolfgang Bodison jako detektyw Mike Breer
- Dan Hedaya jako detektyw Garnet Wallace
- Amanda Plummer jako Ramona Lutz
- Brooke Shields jako Mimi Wolverton
- Michael T. Weiss jako Larry
- Bokeem Woodbine jako Chopper Wood
- Guillermo Díaz jako Flacco
- Brittany Murphy jako Rhonda
- Alanna Ubach jako Mesquita
- Susan Barnes jako pani Cullins
- Conchata Ferrell jako pani Sheets
- Tara Subkoff jako Sharon

i inni